# 118

118(백십팔)은 117보다 크고 119보다 작은 자연수다.

## 수학
- 합성수로, 그 약수는 1, 2, 59, 118이다. 진약수의 합은 62이므로, 118은 부족수다.
  - 38번째 반소수다. 앞의 반소수는 115, 다음 반소수는 119다.
- {\displaystyle 3^{29}-1}은 118로 나누어떨어진다.

## 과학
- 오가네손(Og)의 원자 번호.
- 2021년 기준으로 발견된 원소의 종류는 총 118가지다.
- NGC 118: 고래자리 방향에 있는 불규칙은하.

## 교통

### 철도
- 철도차량
  - 대구교통공사 1000호대 전동차 중 118편성은 2003년 중앙로역 참사로 영구 결번되었다.

- 철도역
  - 수도권 전철 1호선 월계역의 역번호.
  - 부산 도시철도 1호선 범내골역의 역번호.
  - 대구 도시철도 1호선 진천역의 역번호.
  - 대전 도시철도 1호선 현충원역의 역번호.
  - 광주 도시철도 1호선 도산역의 역번호.

### 도로
- 일본 118번 국도(일본어판): 이바라키현 미토시에서 후쿠시마현 아이즈와카마쓰시까지 이어지는 일본의 국도.
- 현도 제118호선

## 군사
- U-118: 독일의 군용 잠수함. 제1차 세계 대전에 사용된 1918년제 모델(영어판)과 제2차 세계 대전에 사용된 1941년제 모델(영어판)이 있다.

## 문화유산
- 대한민국의 국보 제118호: 금동미륵보살반가사유상
- 대한민국의 보물 제118호: 상주 증촌리 석조여래입상
- 대한민국의 사적 제118호: 진주성

## 방송
- 스카이라이프의 실버아이TV 채널 번호.
- 지니 TV의 씨네프 채널 번호.
- U+ TV의 빌리어즈TV 채널 번호.
- LG헬로비전의 SPOTV 프라임2 채널 번호.
- KT HCN의 에이플드라마 채널 번호.

## 기타
- 날짜: 1월 18일, 11월 8일
- 연도: 118년, 기원전 118년
- 대한민국에서 해킹이나 바이러스, 불법 스팸, 개인정보침해 등 인터넷으로 인해 어려움을 겪거나 인터넷 이용 중 궁금한 것을 해결해 주는 무료 전화번호. 한국인터넷진흥원에서 운영하고 있으며, 1년 365일, 하루 24시간 대한민국 내 어디에서나 국번없이 118로 전화하면 된다.